# Kragenamt
Kragenamt ist die inoffizielle Bezeichnung für ein Amt, dessen Amtsverwaltung in einer nicht zum Amt gehörenden Gemeinde liegt, die wie ein Kragen von den umliegenden amtsangehörigen Gemeinden umschlossen wird. Im Amtssitz bestehen meist zwei Verwaltungen nebeneinander, nämlich die der Gemeinde selbst und die des Amtes. Vielerorts wurden ehemalige Kragenämter aufgelöst, zumeist durch die Eingliederung der amtsfreien Gemeinde, in der sich der Amtssitz befindet. Die meisten Auflösungen erfolgten im Rahmen von landesweiten Gebietsreformen.

## Aktuell

### Brandenburg
Momentan existiert mit dem Amt Barnim-Oderbruch nur ein Amt in diesem Sinne. Sein Sitz befindet sich in der Stadt Wriezen. Früher existierten noch viel mehr Kragenämter, viele von denen umgaben eine Stadt mit Zentrumsfunktion und trugen deren Namen, zum Beispiel das Amt Templin-Land mit Sitz in Templin. In diesem wie in vielen anderen Fällen wurde das Amt durch Eingemeindungen aufgelöst, vor allem jene Gemeinden, in denen sich der Amtssitz befand, wurden dadurch vergrößert.

### Mecklenburg-Vorpommern
Ein typisches Kragenamt ist das Amt Grevesmühlen-Land. Die namensgebende Stadt Grevesmühlen ist Sitz des Amtes und bildet mit dem Amt eine Verwaltungsgemeinschaft. Weitere Beispiele sind:
- Amt Bad Doberan-Land, Sitz Bad Doberan
- Amt Boizenburg-Land, Sitz Boizenburg/Elbe
- Amt Demmin-Land, Sitz Demmin
- Amt Güstrow-Land, Sitz Güstrow
- Amt Hagenow-Land, Sitz Hagenow
- Amt Mecklenburgische Schweiz, Sitz Teterow
- Amt Neubukow-Salzhaff, Sitz Neubukow
- Amt Neustrelitz-Land, Sitz Neustrelitz
- Amt Parchimer Umland, Sitz Parchim
- Amt Seenlandschaft Waren, Sitz Waren (Müritz)
- Amt Uecker-Randow-Tal, Sitz Pasewalk

### Schleswig-Holstein
Im Zuge der Gebietsreform existieren heute kaum noch Kragenämter in Schleswig-Holstein. Zu dieser Kategorie gehören momentan:
- Amt Bad Bramstedt-Land, Sitz Bad Bramstedt
- Amt Bad Oldesloe-Land, Sitz Bad Oldesloe
- Amt Bargteheide-Land, Sitz Bargteheide
- Amt Elmshorn-Land, Sitz Elmshorn
- Amt Großer Plöner See, Sitz Plön
- Amt Kirchspielslandgemeinde Heider Umland, Sitz Heide
- Amt Lauenburgische Seen, Sitz Ratzeburg
- Amt Lütau, Sitz Lauenburg/Elbe
- Amt Nordstormarn, Sitz Reinfeld (Holstein)
- Amt Oldenburg-Land, Sitz Oldenburg in Holstein
- Amt Rantzau, Sitz Barmstedt
- Amt Schlei-Ostsee, Sitz Eckernförde
- Amt Schwarzenbek-Land, Sitz Schwarzenbek
- Amt Trave-Land, Sitz Bad Segeberg
- Amt Wilstermarsch, Sitz Wilster

In mehreren Fällen bilden das Amt und die amtsfreie Gemeinde, in der sich der Sitz des Amtes befindet, eine Verwaltungsgemeinschaft.
Beispiele für ehemalige Krangenämter in Schleswig-Holstein sind die Kirchspielslandgemeinde Amt Kirchspielslandgemeinde Marne-Land (Amtssitz in der amtsfreien Stadt Marne) und das Amt Karrharde (Amtssitz in der amtsfreien Gemeinde Leck).

## Historisch
In zwei Bundesländern existierten früher Ämter, die aus der Rheinprovinz und der Provinz Westfalen übernommen wurden und aus den Bürgermeistereien hervorgingen. Entweder wurden diese Verwaltungsgemeinschaften komplett abgeschafft (Nordrhein-Westfalen) oder sie wurden in neue Verwaltungsgemeinschaften umgewandelt (Verbandsgemeinde, Rheinland-Pfalz).

### Nordrhein-Westfalen
Kragenämter waren zum Beispiel:
- Amt Ahlen, Sitz Ahlen
- Amt Ammeloe, Sitz Vreden
- Amt Attendorn, Sitz Attendorn
- Amt Beckum, Sitz Beckum
- Amt Beverungen, Sitz Beverungen
- Amt Detmold-Land, Sitz Detmold
- Amt Driburg, Sitz Bad Driburg
- Amt Haltern, Sitz Haltern
- Amt Herford-Hiddenhausen, Sitz Herford
- Amt Höxter-Land, Sitz Höxter
- Amt Lüdenscheid, Landkreis Altena, Sitz Lüdenscheid
- Amt Menden (Sauerland), Sitz Menden (Sauerland)
- Amt Olpe, Sitz Olpe
- Amt Rheinbach-Land, Sitz Rheinbach
- Amt Stadtlohn, Sitz Stadtlohn (bis zum Zusammenschluss zur Gemeinde Kirchspiel Stadtlohn)
- Amt Unna-Kamen, Sitz Unna
- Amt Warburg-Land, Sitz Warburg
- Amt Werl, Sitz Werl

### Rheinland-Pfalz
Als Kragenämter im weiteren Sinne kann man zum Beispiel die folgenden Verbandsgemeinden bezeichnen:
- Verbandsgemeinde Alzey-Land, Sitz Alzey
- Verbandsgemeinde Bad Kreuznach, Sitz Bad Kreuznach
- Verbandsgemeinde Bitburger Land, Sitz Bitburg
- Verbandsgemeinde Landau-Land, Sitz Landau in der Pfalz
- Verbandsgemeinde Leiningerland, Sitz Grünstadt
- Verbandsgemeinde Pirmasens-Land, Sitz Pirmasens
- Verbandsgemeinde Rhein-Nahe, Sitz Bingen am Rhein
- Verbandsgemeinde Trier-Land, Sitz Trier
- Verbandsgemeinde Vordereifel, Sitz Mayen
- Verbandsgemeinde Wittlich-Land, Sitz Wittlich
- Verbandsgemeinde Zweibrücken-Land, Sitz Zweibrücken